# Belleville, Illinois
Belleville (tiếng Pháp: Belle ville, nghĩa là "thành phố đẹp") là một thành phố ở tiểu bang Illinois, Hoa Kỳ. Thành phố này là quận lỵ quận quận St. Clair,6 và có tòa giám mục của Giáo phận Belleville. Thành phố có diện tích 19 km2, dân số là 44.478 người (thời điểm năm 2010).

## Lịch sử
George Blair đặt tên thành phố là Belleville năm 1814. Blair sinh ra năm 1760 và cha của ông sinh ra ở Scotland. Blair tặng một mẫu đất của mình cho các quảng trường thị trấn và thêm 25 mẫu bổ sung (100.000 m2) khu vực đất tiếp giáp Quảng trường cho quận lỵ, khiến cho quận lỵ được chuyển từ làng Cahokia đến đây. Belleville được thành lập như là một làng vào năm 1819, và trở thành một thành phố trong năm 1850. Người ta nói rằng Blair đặt tên cho thành phố Belleville (tiếng Pháp nghĩa thành phố xinh đẹp) bởi vì ông tin rằng một tên Pháp sẽ thu hút cư dân mới. Kể từ khi có đợt dân nhập cư lớn ở giữa thế kỷ 19 sau cuộc cách mạng Đức, hầu hết dân số của các di sản là người Đức.
Sau sự thất bại của cuộc Cách mạng Đức năm 1848, nhiều trí thức bỏ chạy khỏi quê hương. Belleville là trung tâm của khu định cư đầu tiên của người Đức quan trọng trong tiểu bang Illinois. Năm 1870, một khoảng 90% dân số của thành phố hoặc là người Đức sinh ra ở Đức hoặc người gốc Đức. 